# Bubble Mix
Bubble Mix är ett album från 1998 av den danska gruppen Aqua.

## Låtlista
1. Roses Are Red (Club Version)
2. Roses Are Red (Disco 70' Mix)
3. My Oh My (Spike, Cycle 'N' Eightball Club Mix)
4. My Oh My (Disco 70' Mix)
5. Barbie Girl (Extended Version)
6. Barbie Girl (Perky Park Club Mix)
7. Barbie Girl (Dirty Rotten Scoundrel Clinical 12mix)
8. Doctor Jones (Adrenalin Club Mix)
9. Doctor Jones (Antiloop Club Mix)
10. Lollipop (Candyman) (Extended Version)
11. Turn Back Time (Love To Infinitys Classic Radio Mix)
12. Twisted Mega Mix